# Champagne-et-Fontaine
Champagne-et-Fontaine (okzitanisch: Champanha e Fontanas) ist eine französische Gemeinde mit 343 Einwohnern (Stand: 1. Januar 2022) im Département Dordogne in der Region Nouvelle-Aquitaine (vor 2016: Aquitanien). Sie gehört zum Arrondissement Périgueux und zum Kanton Ribérac. Die Einwohner werden Champenois-et-Fontenois und Champenoises-et-Fontenoises genannt.

## Lage
Champagne-et-Fontaine liegt etwa 41 Kilometer nordwestlich von Périgueux. Umgeben wird Champagne-et-Fontaine von den Nachbargemeinden Blanzaguet-Saint-Cybard im Norden, La Rochebeaucourt-et-Argentine im Nordosten, Gout-Rossignol im Osten, Cherval im Südosten, La Chapelle-Grésignac im Süden, Nanteuil-Auriac-de-Bourzac im Südwesten, Vendoire im Westen sowie Gurat im Nordwesten.

## Bevölkerungsentwicklung
| Jahr                       | 1962 | 1968 | 1975 | 1982 | 1990 | 1999 | 2006 | 2013 | 2019 |
| Einwohner                  | 655  | 600  | 511  | 477  | 415  | 431  | 412  | 405  | 354  |
| Quellen: Cassini und INSEE |      |      |      |      |      |      |      |      |      |

## Sehenswürdigkeiten
- Kirche Saint-Martin aus dem 12./13. Jahrhundert, Umbauten aus späterer Zeit, seit 1947 als Monument historique eingeschrieben
- Kirche Saint-Jean-Baptiste mit Ursprüngen aus dem 13. Jahrhundert, gegen 1610 nach einem Brand neu gebaut, seit 1948 als Monument historique eingeschrieben
- Ehemalige Kirche Saint-Pierre des Benediktinerpriorats im Ortsteil Fontaine aus dem 12. Jahrhundert
- Schloss Clauzuroux aus dem 17. Jahrhundert, seit 1947  als Monument historique eingeschrieben
- Schloss La Richardie aus dem 17. Jahrhundert an der Stelle einer heute verschwundenen mittelalterlichen Burg
- Schloss Chaumont aus dem Jahre 1667
- Herrenhaus, genannt Schloss La Ligerie, mit Ursprüngen aus dem 15. Jahrhundert, im 17. Jahrhundert neu gebaut. Charles de Gaulle verbrachte zwischen 1901 und 1920 seinen Sommerurlaub in dem Anwesen, das sein Vater im Jahre 1900 erworben hatte.[1]

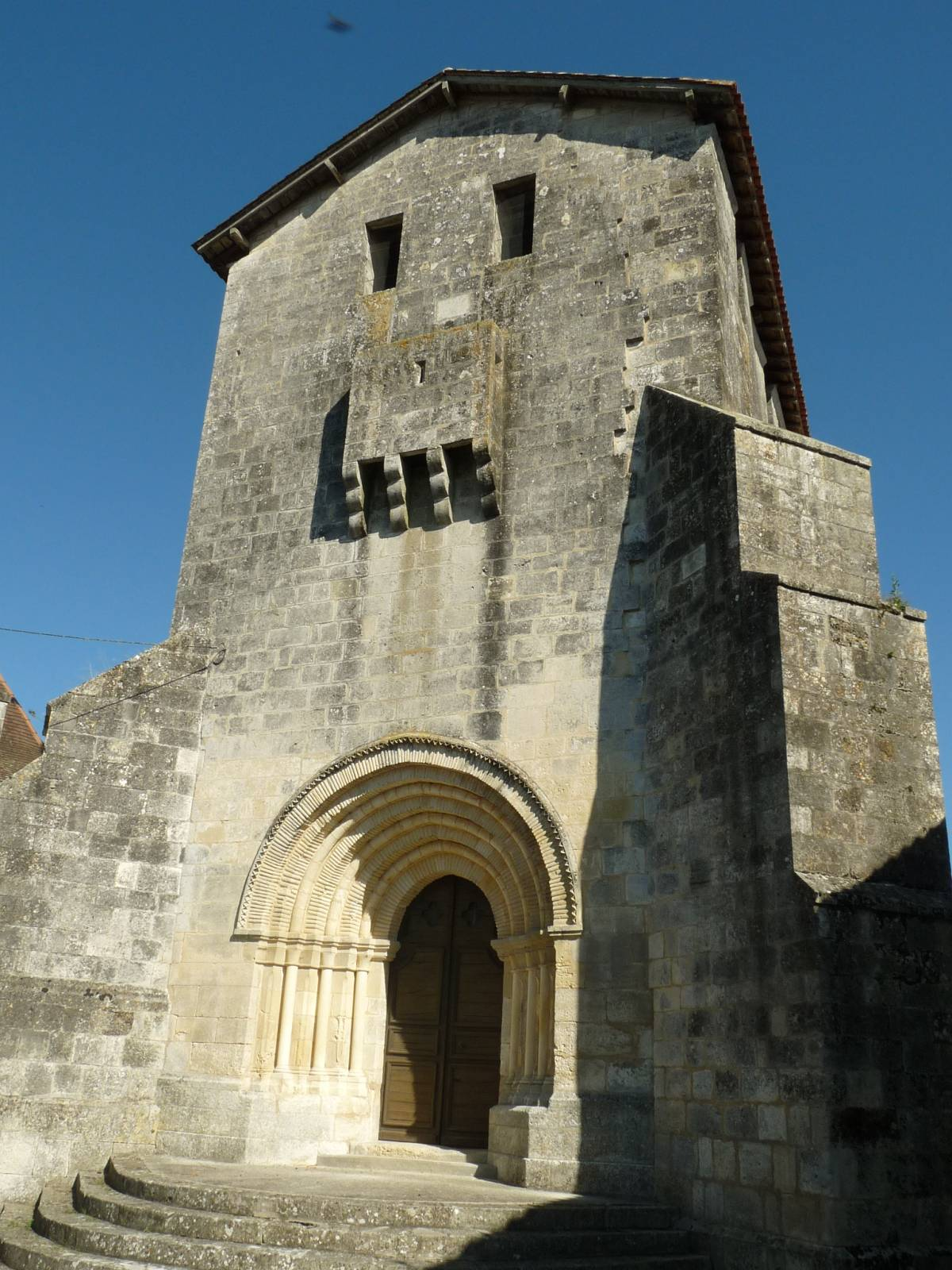
Kirche Saint-Martin
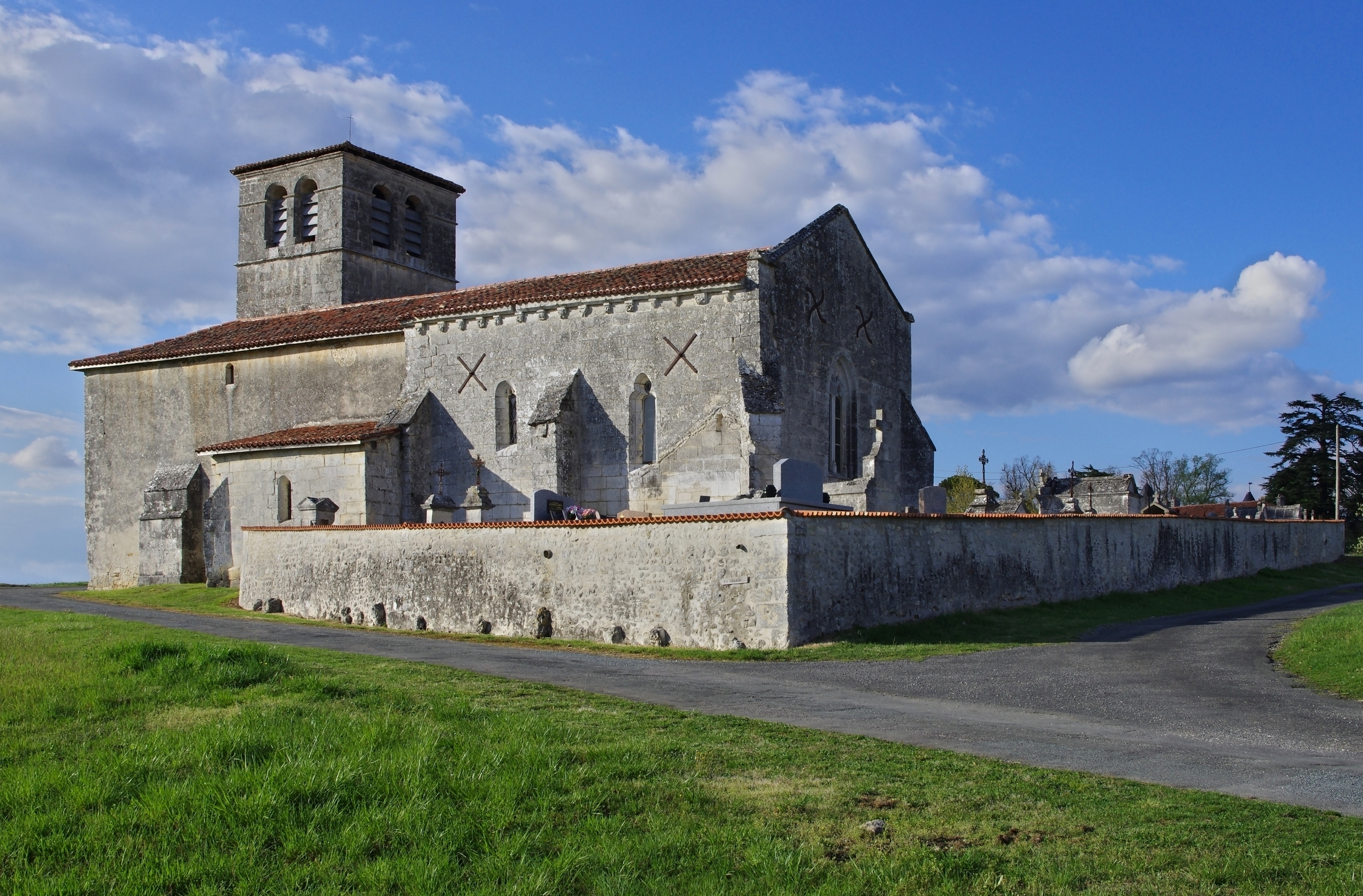
Kirche Saint-Jean-Baptiste
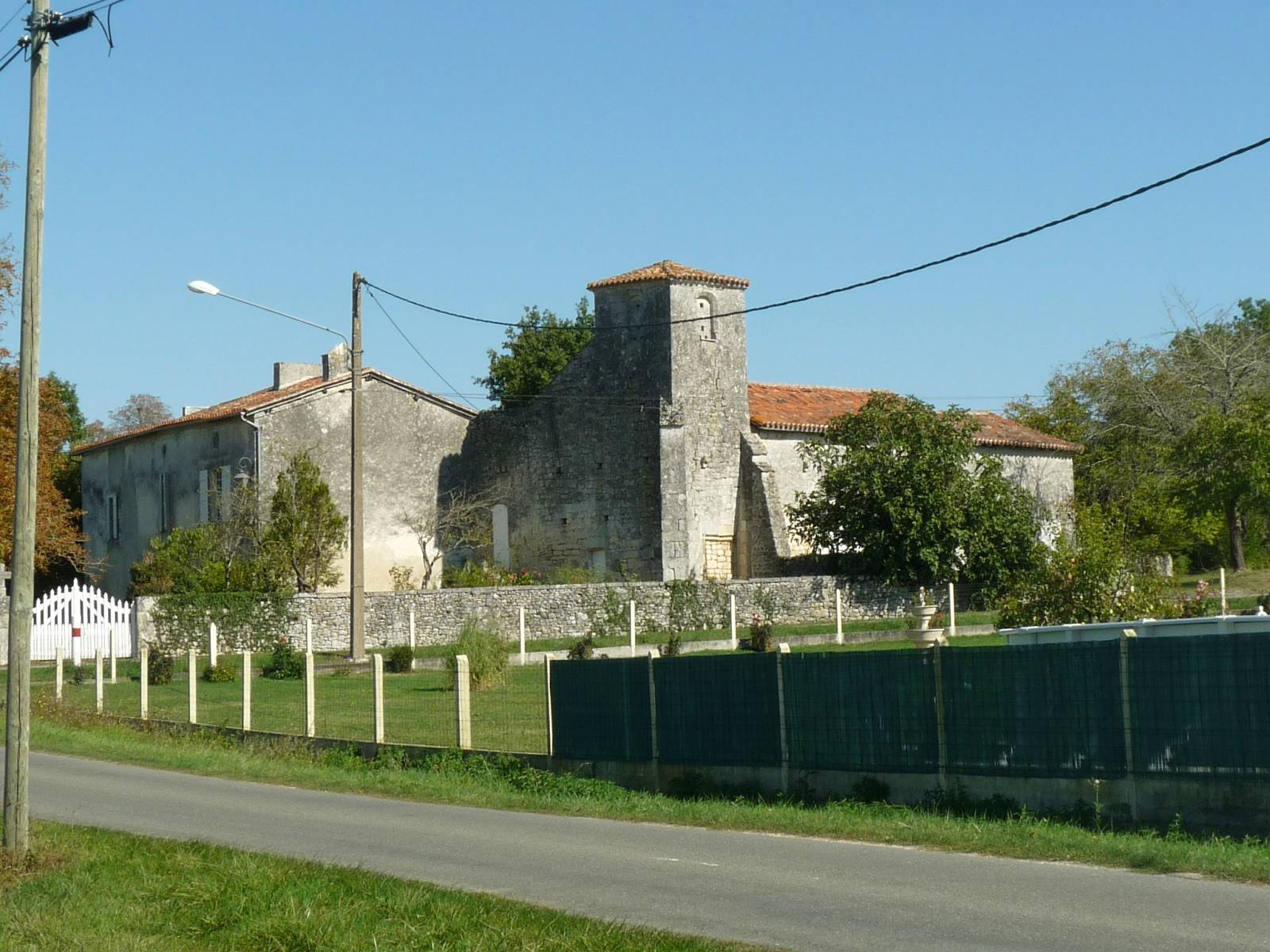
Kirche Saint-Pierre
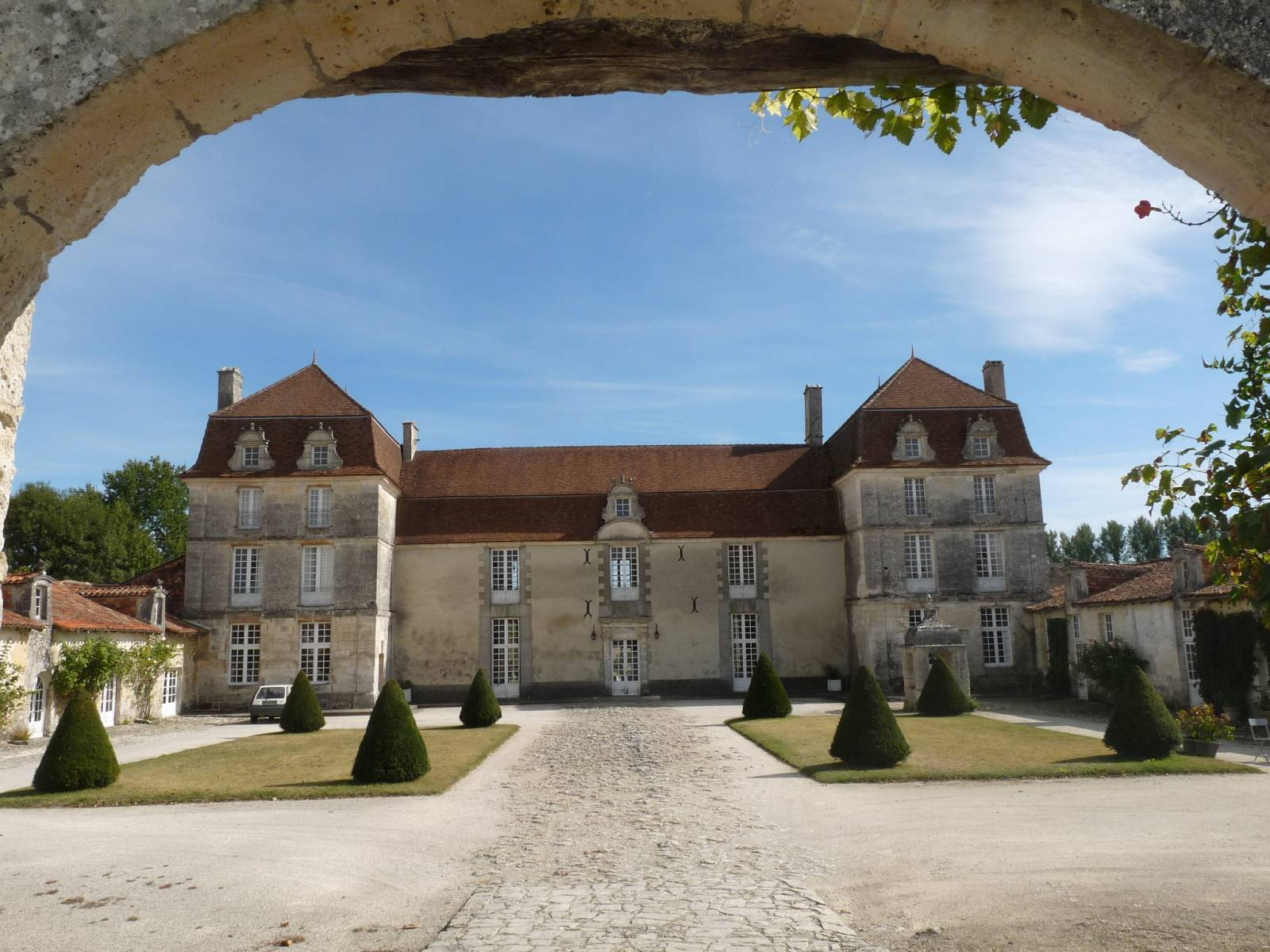
Schloss Clauzuroux
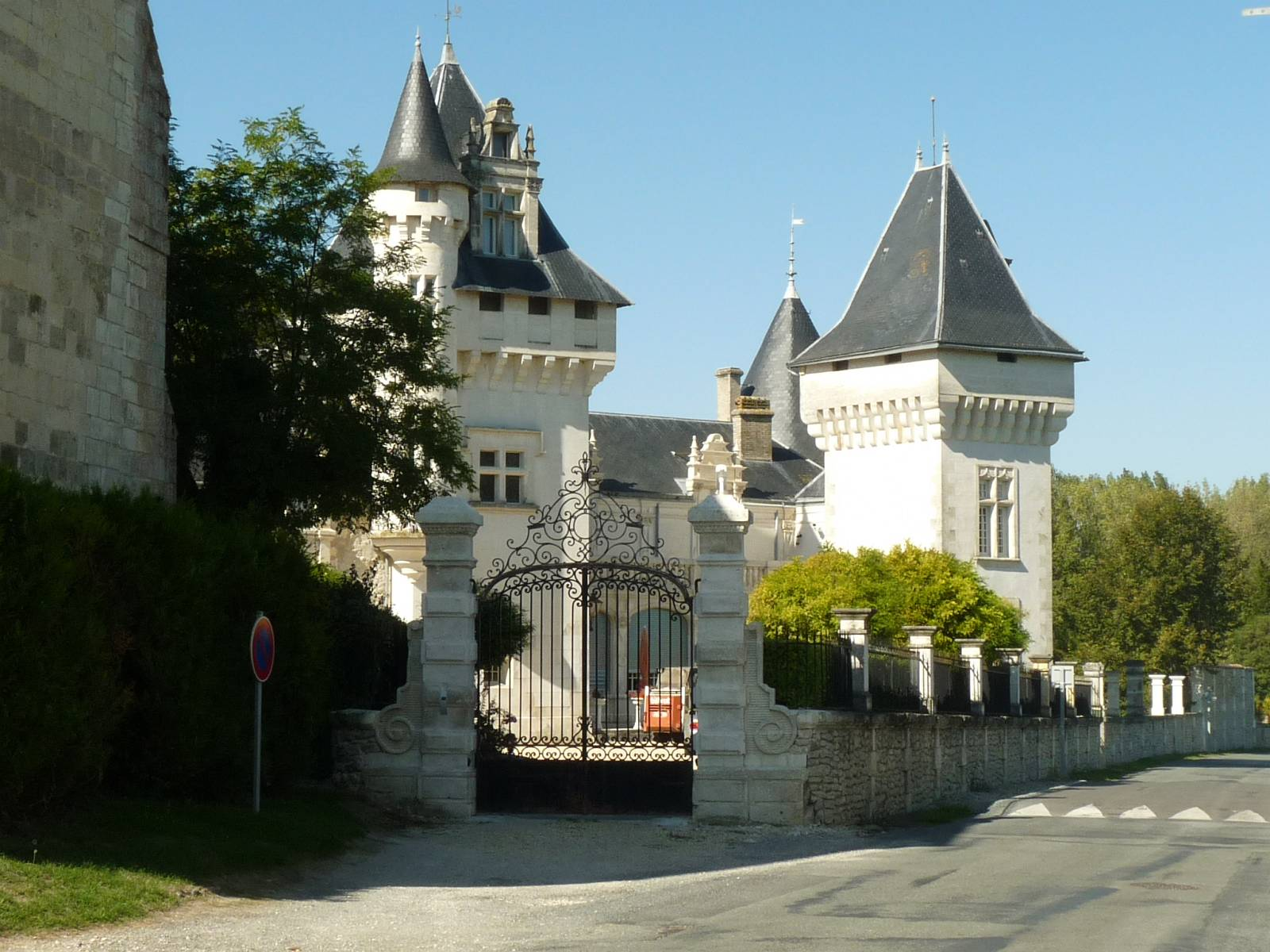
Schloss Chaumont
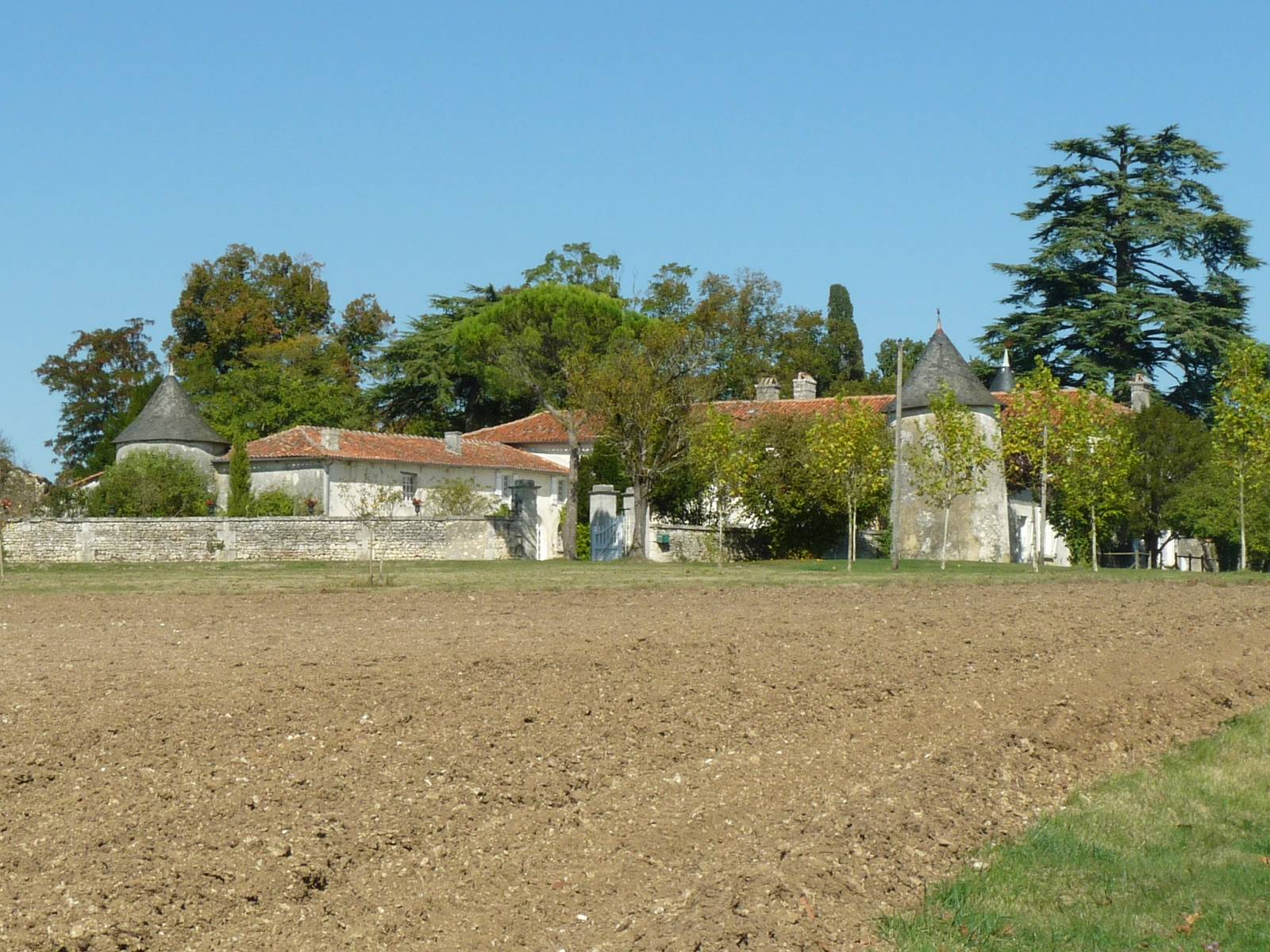
Schloss La Ligerie